# Gołaszyn (powiat obornicki)
Gołaszyn (pol. hist. "Gołaszyno") – wieś sołecka w Polsce położona w województwie wielkopolskim, w powiecie obornickim, w gminie Oborniki.

## Historia
Wieś była związana była z Wielkopolską. Ma metrykę średniowieczną. Istnieje co najmniej od drugiej połowy XIV wieku. Wymieniona została w łacińskim dokumencie z 1387 jako "Golaszino", 1389 "Golasszino", 1392 "Golaszino", 1397 "Golasze", 1410 "Golaschino", 1428 "Golanschino.
Miejscowość była wsią szlachecką należącą do rodu Gołaskich, którzy od nazwy wsi przyjęli odmiejscowe nazwisko, a później także do Przybińskich. W 1475 leżała w powiecie poznańskim Korony Królestwa Polskiego. W 1508 należała do parafii św. Ducha koło Obornik (w Starej Wsi koło Obornik).
W 1387 jako właściciel we wsi odnotowany został Jan Gołaski, który wygrał spór z Florianem Tworkowskim, jego żoną i dziećmi uzyskując zapewnienie, że Tworkowscy nie będą mu szkodzili w połowie Stramnicy. W latach 1390-1399 dziedziczką była Agnieszka wdowa po Janie Gołaszyńskim, siostra Piotrka Urbanowskiego. W 1390 pozwana została przez Jarosława z Myszkowa o 20 grzywien i 60 kop żyta. W latach 1397-1399 prowadziła również spór sądowy ze Stanisławem Gnuszyńskim vel Koleńskim z Gnuszyna o 30 grzywien wiana.
W latach 1392-1400 właścicielem we wsi był Warcisław z Gołaszyna syn Jana. Prowadził on spór sądowy ze Staszkiem z Kolna o 190 grzywien z czego udało mu się uzyskać 46 grzywien. W 1396 odnotowano Wacława (łac. "Venceslaus" być może błędny zapis imienia Warcisław), który był w sporze z niejakim Wojtkiem o wieś Gołaszyn. W 1400 Warcisław Gołaski wraz z siostrami toczył sporze z Wojciechem mieszczaninem poznańskim o 200 grzywien za Gołaszyn. Zachodźcą Wojciecha był wojewoda poznański Sędziwój Świdwa z Szamotuł. W latach 1403-1406 Stanisław Koleński z Kolna dowodził przy pomocy świadków: w 1403 że nie posiadł ojcowizny Krystyny dziedziczki Gołaszyna, a w 1405, że nie używał dziedzictwa i zboża Jana Gołaszyńskiego po jego śmierci oraz, że w 1406 nie pogodził się całkowicie z Krystyną z Gołaszyna.
W 1436 odnotowana została droga z Obornik do Gołaszyna. Wieś graniczyła wówczas z rolami należącymi do kościoła św. Ducha koło Obornik znajdującego się w Starej Wsi. W 1475 odnotowano we wsi młyn wodny na rzece Warcie. W 1494 Sędziwój Gołaski kupił od brata Feliksa części w Gołaszynie i w Gołębiowie za 100 grzywien. Switował także od Wincentego Czeszewskiego odbiór 100 grzywien, na które miał zastaw na połowie Pacholewa, z którym prowadził spór sądowy o dwóch kmieci - jednego zabitego, a drugiego zbiegłego. W 1495 Sędziwój zapisał Maciejowi Staręskiemu plebanowi w Zajączkowie i jego następcom czynsz roczny w wysokości 5 grzywien z części Gołaszyna oraz połowy Gołębowa z prawem wykupu za 60 grzywien.
W 1547 sędziowie wyznaczeni przez króla polskiego Zygmunt II Augusta na podstawie zeznań starców rozgraniczyli Gołaszyn z dobrami królewskimi - miastem Oborniki oraz wsią Bogdanowo. Granica posiadłości biegła od narożnika wsi Gołaszyn, miasta Oborniki oraz wsi Chowanowo (obecnie Kowanowo). Przebiegała ona środkiem rzeki Warty, koło lasu należącego do Gołaszyna, piasków, między polami Gołaszyna i Obornik, przecinała drogę z Ocieszyna do Obornik i dochodziła do kopca narożnego pod wzgórzem dzielącym miasto Oborniki, Bogdanowo i Gołaszyn, a stąd biegła dalej do granicy Gołaszyna z Bogdanowem przechodząc przez wzgórze, schodząc do drogi z Ocieszyna do Obornik i wzdłuż tej drogi dochodziła do narożnika dzielącego Bogdanowo, Gołaszyn i Ocieszyn. Podzielono także lasy nad Wartą: las koło wsi Gołaszyn wraz z częścią zwaną "Błociska" (oryg. "Blocziska") należący do Gołaszyna, a las zwany "Łęg" (oryg. "Langk") pomiędzy Gołaszynem, a Gołębowem miał należeć do miasta Oborniki. W podobny sposób zostało także podzielone starorzecze Warty.
Miejscowość odnotowano również w historycznych rejestrach poborowych dzięki czemu zachował się obraz gospodarczy miejscowości z XVI wieku. W 1508 we wsi miał miejsce pobór podatków z 5 łanów po jednym wiardunku. W 1510 pobrano podatki z 6 łanów. W 1563 miał miejsce pobór z 4,5 łana oraz z karczmy. W 1580 Katarzyna Gołaska, wdowa po Stanisławie, zapłaciła podatki ze wsi od 5 półłanków, 3 zagrodników, najemnego robotnika od pługa zwanego ratajem oraz od młyna wodnego o jednym kole.
Wskutek II rozbioru Polski w 1793, miejscowość przeszła pod władanie Prus i jak cała Wielkopolska znalazła się w zaborze pruskim.
We wsi znajduje się obecnie zespół dworsko-folwarczny, w skład którego wchodzi m.in. dwór murowany z 2. połowy XIX wieku, nieużytkowana oficyna, zabudowania folwarczne (w tym ruiny gorzelni i kuźnia) oraz park krajobrazowy z tego samego okresu. Wieś była do 1881 własnością Swinarskich, a następnie przeszła w ręce niemieckie. Po 1918 powróciła do polskich właścicieli (Korczyńskich i Ksawerego Żarnowskiego). Po wojnie majątek znacjonalizowano. Obecnie stan dworu jest zły, a park zdewastowano. 
W latach 1975–1998 miejscowość należała administracyjnie do województwa poznańskiego.

## Galeria

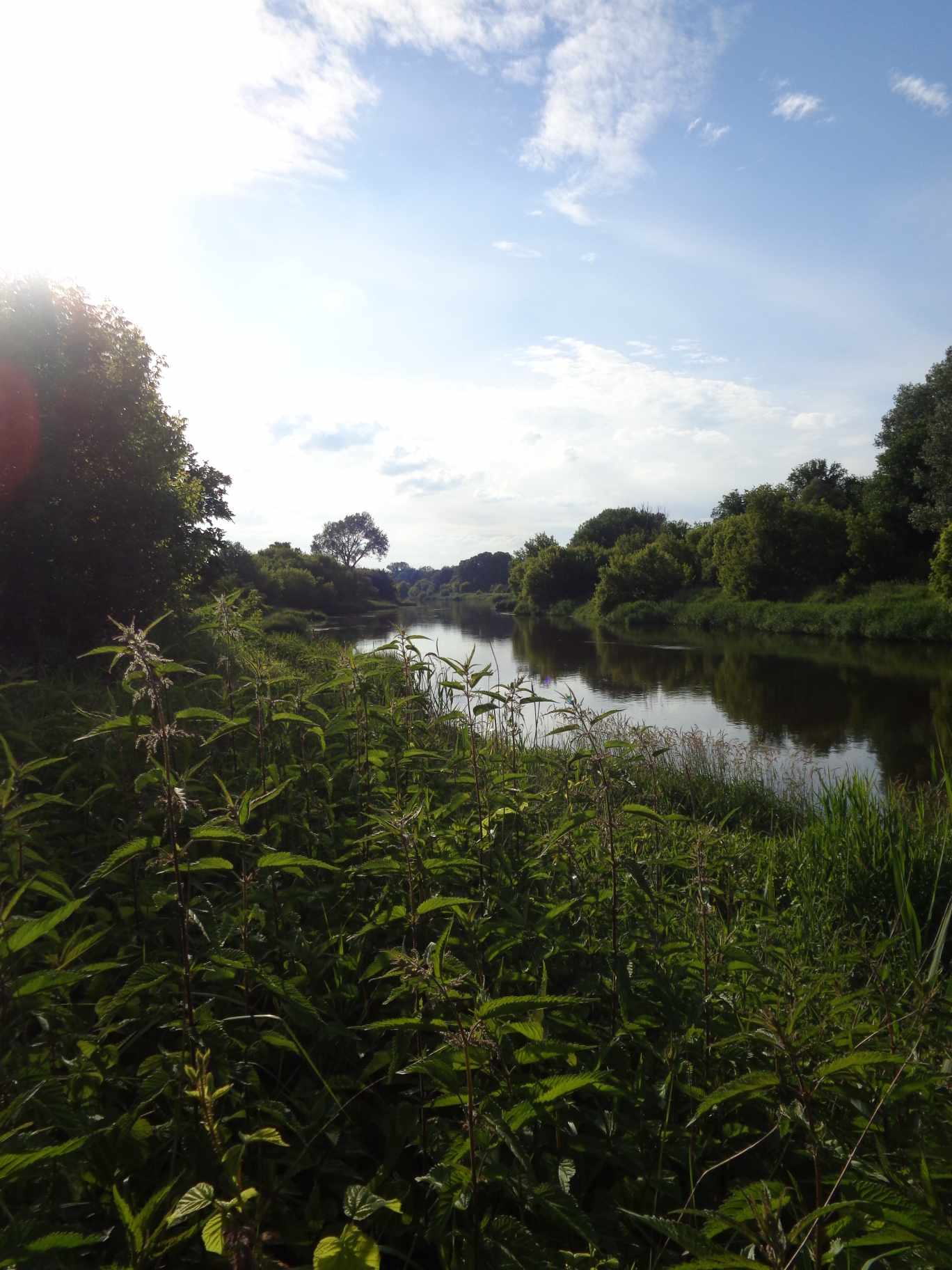
Zejście nad rzekę Wartę, od strony miejscowości Gołaszyn.
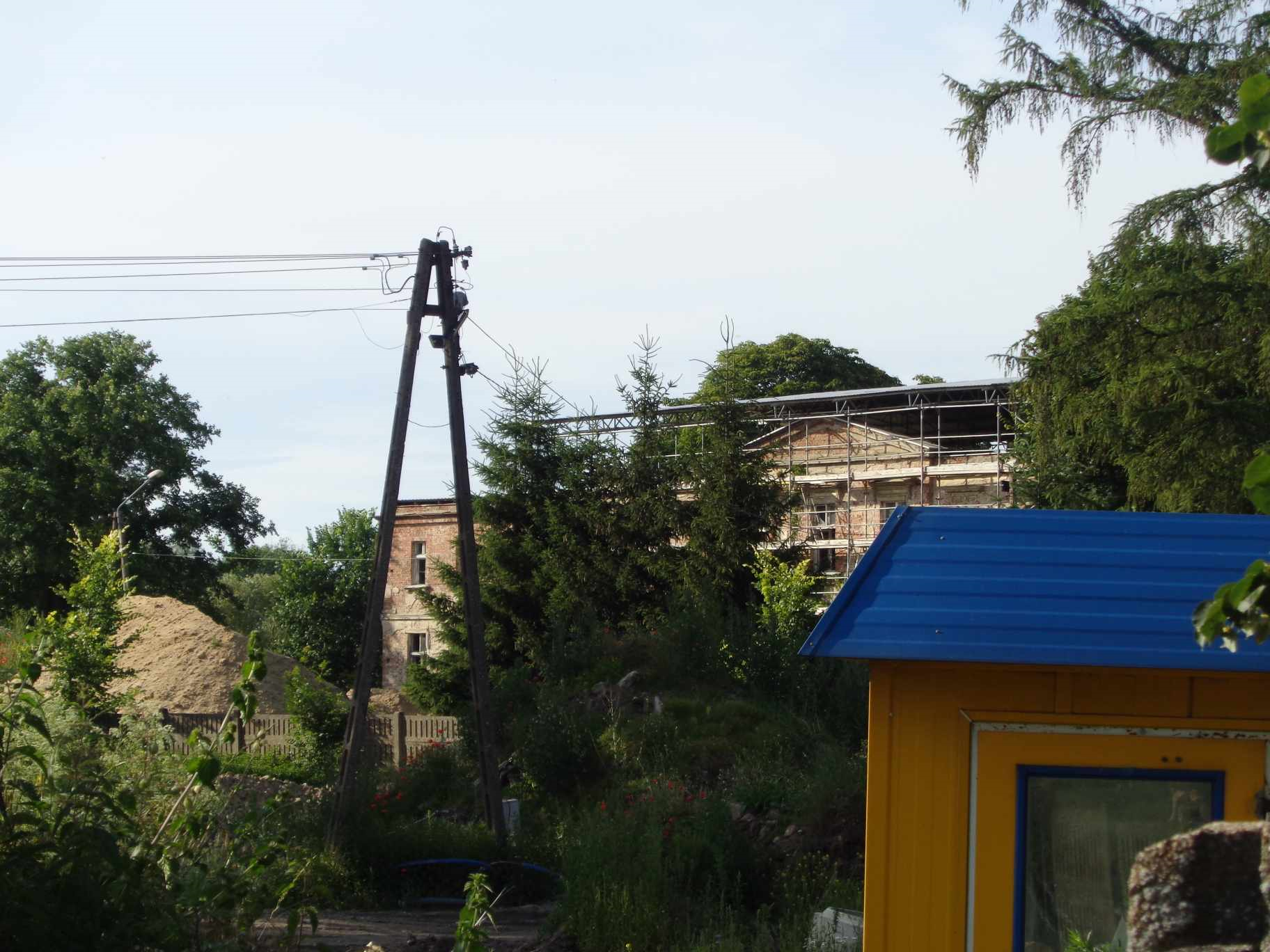
Fragment dworku w Gołaszynie, widok spoza działki (stan na 2024 rok).